# سالوادور ماریونا
سالوادور ماریونا (اسپانیایی: Salvador Mariona‎؛ زادهٔ ۲۷ دسامبر ۱۹۴۳) بازیکن و مربی فوتبال اهل السالوادور بود.
از باشگاه‌هایی که در آن بازی کرده‌است می‌توان به باشگاه فوتبال آلیانسا اشاره کرد.
وی همچنین در تیم ملی فوتبال السالوادور بازی کرده‌است.